# Франше д’Эспере, Луи-Феликс-Мари-Франсуа
Луи-Феликс-Мари-Франсуа Франше д´Эспере (фр. Louis Félix Marie François Franchet d'Espèrey; 25 мая 1856, Мостаганем, Алжир — 8 июля 1942, Сент-Амансе, Тарн) — военный и государственный деятель Франции. Маршал Франции (19 февраля 1921). Член Французской академии наук (1934).

## Начало карьеры
Получил блестящее военное образование, закончив в 1876 году Военную школу в Сен-Сире и Академию Генерального штаба.
Участвовал в Тонкинской экспедиции, Франко-китайской войне, китайской экспедиции 1900 года, во время которой был назначен командующим французскими войсками в районе Пекина.
23 марта 1908 произвёден в бригадные генералы и назначен командиром 77-й пехотной бригады, с 21 сентября 1911 командующий 28-й пехотной дивизии, 23 марта 1912 произвёден в дивизионные генералы с утверждением в должности. Участвовал в экспедиции в Марокко в 1912. С 20 ноября 1913 командир I армейского корпуса 5 армии (штаб — Лилль).

## Первая мировая война

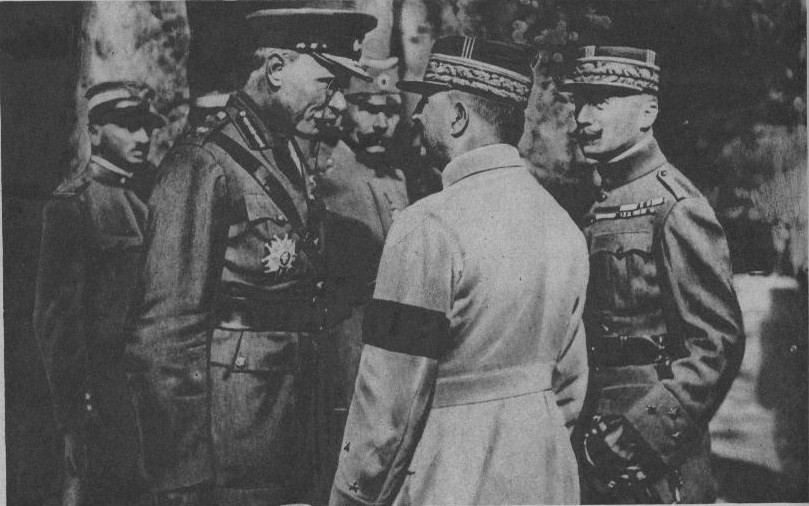
Луи Фрауше д’Эспере (в центре) на Салоникском фронте. 1918 год

- Отличился в битве при защите переправы в Маасе
- 3 сентября 1914 назначен командующим 5 армией.
- Участник сражения на Марне
- с 31 марта 1916 командующий Восточной группой армий (groupe d’armées de l’Est)
- 27 декабря 1916 назначен командующим Северной группой армий (groupe d’armées du Nord)
- в 1917 году командующий группой в Шампани.
- с июня 1918 года переведён на Балканы. Назначен командующим Восточной армии в Македонии
- в сентябре 1918 года разгромил болгаро-немецко-австрийские части на участке Салоникского фронта. В результате этого Болгария подписала перемирие.
- 18 июня 1918 назначен Главнокомандующим союзными войсками на Балканах (armées alliées en Orient)

## Интервенция в России
Небольшие воинские контингенты из французских, сербских, польских и греческих войск в ноябре 1918 г. были направлены в порты Северного Причерноморья и Крыма в рамках операции по замещению выводящихся с её территории гарнизонов германо-австрийских войск после революционных событий в Германии и Австро-Венгрии и капитуляции последних в Первой мировой войне.
В марте 1919 года был назначен Верховным комиссаром Франции на Юге России, сменив генерала Бертело. Прибыв около 8—9 марта 1919 г. в Одессу, занятую ещё в декабре 1918 года французскими войсками, продолжил политику поддержки украинской Директории и дистанцирования от Добровольческой армии, проводимую местными французскими воинскими начальниками Филиппом Д’Ансельмом и Анри Фрейденбергом. Произвёл в Одессе «переворот», выслав из Одессы её военных руководителей — генералов А. С. Санникова и Гришина-Алмазова, присланных А. И. Деникиным, и назначил командующим русскими войсками в Одессе генерала Шварца.
11 марта 1919 года прибыл в Севастополь, где 12 марта состоялась его встреча с командующим Крымско-Азовской добровольческой армией генералом Боровским. По воспоминаниям П. С. Махрова, Боровский был встречен Франше д´Эспере более чем холодно. Разговор вёлся чисто в деловой форме и сопровождался «поучениями», как русские должны воевать. Франше д´Эспере сообщил, что в Севастополе высадился эшелон греческих войск в 1 тыс. человек, а 13-го высадится ещё одна тысяча. Французы обещали Боровскому обеспечить тыл в Крыму и требовали, чтобы русские силы были выдвинуты на фронт.
Французская интервенция, однако, продолжалась недолго. Сначала французское командование оставило Херсон и Николаев, а вскоре спешно эвакуировало французские войска из Одессы, бежав от подходящих красных частей атамана Григорьева, бросив белые части, поддержку которым он обещал ранее.
В середине апреля красные подошли к Севастополю. После нескольких стычек и обстрела берега артиллерией эскадры части Украинской советской армии и войска Антанты заключили перемирие. В ходе Крымской эвакуации (1919) войска Антанты к 29 апреля, уводя на буксире повреждённый линкор "Мирабо" очистили Севастополь.

## На инспекторской работе
- В 1919 году отозван. Назначен инспектором североафриканских войск и зарубежных миссий.
- С 5 июля 1920 по 1938 член Высшего военного совета Франции.
- В 1923—1931 годах генерал-инспектор войск в Северной Африке.

## Память
Имя маршала носит бульвар в Белграде.
В 2008 году в Белграде была открыта мемориальная доска с именем маршала Франше д’Эспере: в открытии участвовали посол Франции в Белграде Жан-Франсуа Тераль и потомки маршала.

### Мемуары
- Санников, А. С. Одесские записки // Вопросы истории : Журнал. — 2001. — № 6. — С. 86—102.